# Ndaziona Chatsalira
Ndaziona Chatsalira (ur. 8 listopada 1992 w Dowa) – piłkarz malawijski grający na pozycji lewego pomocnika. Od 2022 jest zawodnikiem klubu Ekwendeni Hammers FC.

## Kariera klubowa
Swoją karierę piłkarską Chatsalira rozpoczął w klubie ESCOM United FC, w którym w sezonie 2010/2011 zadebiutował w pierwszej lidze malawijskiej. W debiutanckim sezonie wywalczył z nim mistrzostwo Malawi, a w sezonie 2011/2012 - wicemistrzostwo. W latach 2012-2015 grał w Silver Strikers FC. W sezonach 2012/2013 i 2013/2014 został z nim mistrzem kraju. Następnie grał w mozambickich klubach takich jak: Ferroviário Nampula (2016-2017), Ferroviário Nacala (2018-2019), ENH de Vilankulo (2020) i ponownie Ferroviário Nacala (2021). W 2022 wrócił do Malawi i został zawodnikiem Ekwendeni Hammers FC.

## Kariera reprezentacyjna
W reprezentacji Malawi Chatsalira zadebiutował 29 maja 2011 w zremisowanym 1:1 towarzyskim meczu z Eswatini, rozegranym w Manzini. Od 2011 do 2021 wystąpił w kadrze narodowej 20 razy.